# Janina David
Janina David, pierwotnie Janina Dawidowicz (ur. 19 marca 1930 w Kaliszu, zm. 22 października 2023) – brytyjska pisarka polsko-żydowskiego pochodzenia.

## Życiorys
Urodziła się w Kaliszu w średniozamożnej rodzinie żydowskiej, jako jedyne dziecko Marka i Celii Dawidowiczów. Podczas II wojny światowej została przesiedlona do getta warszawskiego, gdzie zginęła jej najbliższa rodzina. W 1943 przedostała się na aryjską stronę i ukrywała się u zaprzyjaźnionej rodziny, a następnie w katolickim klasztorze, gdzie doczekała końca wojny.
W 1946 wyemigrowała z Polski i osiadła we Francji, gdzie przebywała w międzynarodowym domu dziecka. W 1948 wyjechała do Australii, gdzie dokończyła swoją edukację oraz pracowała w fabrykach. Ukończyła także studia socjologiczne na uniwersytecie w Melbourne. W 1958 wyemigrowała do Wielkiej Brytanii, gdzie pracowała jako pracownik społeczny w szpitalach. W 1978 porzuciła pracę na rzecz pisarstwa.

## Publikacje
- 1964: A Square of Sky. A Jewish Childhood in Wartime
- 1966: A Touch of Earth. A wartime childhood
- 1969: A Part of the Main
- 1992: Skrawek nieba[3]
- 1995: Light over the Water. Post-war wanderings 1946-1948